# Ichimaru
Ichimaru (市丸), nom véritable Matsue Gotō (後藤 まつゑ, Gotō Matsue), née le 16 juillet 1906 à Matsumoto – décédée le 17 février 1997, est une geisha et chanteuse de musique populaire japonaise. Sa rivalité avec une autre célèbre geisha chanteuse, Katsutarō Kouta, est à l'origine de ce qui est appelé l'« ère Katsu-Ichi » dans l'histoire de la musique populaire japonaise.

## Jeunesse
Ichimaru grandit avec onze frères et sœurs dans des conditions difficiles. Elle quitte sa famille à l'âge de quatorze ou quinze ans pour travailler dans une maison de geishas. Elle passe une grande partie de ses premières années de travail à un onsen à Asama dans la préfecture de Nagano en tant que serveuse oshaku. Elle est une fois invitée à chanter par un de ses clients et se retrouve terriblement embarrassée de son incapacité à bien chanter. Elle se promet d'améliorer ses compétences.
À l'âge de dix-neuf ans elle déménage à Tokyo, rejoint l'Ichimatsuya Okiya et prend son nouveau nom, Asakusa Ichimaru.

## Carrière musicale
Dans un effort pour améliorer ses compétences de chant après avoir déménagé à Tokyo, Ichimaru prend des leçons de shamisen et des cours de chant auprès d'Enchiga Kiyomoto, célèbre joueuse de shamisen. Consciente des progrès qu'il lui reste à accomplir, Ichimaru entreprend ensuite une formation auprès d'Eijudaiyule, fils du grand maître Enjudaiyu Kiyomoto V.
La formation porte ses fruits et bientôt elle est très demandée, non seulement dans son propre district de geisha mais aussi dans d'autres autour du sien comme Yanagibashi, Akasaka et Shinbashi. En raison de son grand talent de chanteuse, Ichimaru est sollicitée en 1931 par la Victor Talking Machine Company en vue de signer un contrat. Elle enregistre une chanson pour un film intitulé Nure Tsubame (« Hirondelle humide ») qui est un succès. Elle poursuit avec un autre succès, Tenryū Kudareba (« En descendant le fleuve Tenryū ») qui en fait une très grande vedette. En raison de la réussite de sa carrière musicale naissante, elle décide de se retirer de son activité de geisha pour se concentrer uniquement sur sa carrière de chanteuse.
Tout au long des années 1930 Ichimaru continue à enregistrer de nouvelles chansons et joue pour les troupes japonaises dans l'archipel et à l'étranger. À la fin de la décennie, sa carrière d'enregistrement se ralentit jusqu'à un arrêt complet en raison de la Seconde Guerre mondiale. Après la guerre, en 1948, elle commence de nouveau à enregistrer de la musique afin de remonter le moral du Japon d'après-guerre. À la fin des années 1940, elle lance sa propre émission de radio intitulée « Calendrier de chansons Mitsukoshi » qui est un succès pendant les 10 années qui suivent. Après la guerre, Ichimaru s'intéresse à la culture des États-Unis, en particulier au jazz. Le résultat de cet intérêt est la chanson à succès Shamisen Boogie Woogie, écrite avec le compositeur de jazz Ryōichi Hattori. En 1950, elle est la première chanteuse japonaise après la Seconde Guerre mondiale à être invitée à se produire à Hawaï. Cette représentation est suivie par d'autres concerts internationaux. Pendant ce temps, Ichimaru chante pour le kabuki et compose ses propres ko-uta, genre musical plus tard appelé « Air d'Ichimaru ».

## Enseignement
En 1984, Ichimaru crée la « Société Ko-uta Ichiju d'Edo » dans l'espoir de populariser le ko-uta d'Edo. Elle joue un rôle actif dans la formation des étudiants dans ce style et continue d'enseigner bien après ses 80 ans. Elle se voit également accorder le titre de Maître en chef de l'école Nakamura Ko-uta d'Edo en 1960 en raison de sa carrière de chanteuse et de son soutien au genre.

## Postérité
Ichimaru meurt à l'âge de 90 ans en 1997, laissant à la postérité un important ensemble d'enregistrements de musique folklorique traditionnelle. Tout au long de sa carrière, elle a enregistré deux cent soixante-dix pièces de ha-uta, des mélodies zokkyoku et ko-uta et remporte de nombreux prix prestigieux dont le Geijutsusai Shorei Shō en 1970, le Shiju Hoso (« Ordre impérial du ruban violet ») en 1972 et le Kun Yonto Zui-ho Shō (Ordre du Trésor sacré impérial de 4e rang) en 1981.
Son héritage continue à vivre sous la forme d'un généreux don de kimono, obi et autres souvenirs par Mme Fumi Suzuki, une amie d'Ichimaru, à l'Art Gallery of Greater Victoria (en) au Canada et aussi par les dons faits au musée Iida à Nagano. Le numéro de mai/juin 2003 de la revue Arts d'Asie contenait un article de vingt pages sur Ichimaru avec un cahier spécial de huit pages consacré à une partie de ses kimonos.

## Source de la traduction
- (en) Cet article est partiellement ou en totalité issu de l’article de Wikipédia en anglais intitulé « Ichimaru » (voir la liste des auteurs).